# Martha (ópera)
Martha, oder Der Markt zu Richmond (Martha, no Mercado de Richmond) é uma ópera em quatro actos de Friedrich von Flotow com libreto de Friedrich Wilhelm Riese, baseado numa história de Jules-Henri Vernoy de Saint-Georges. 
Flotow tinha construído o primeiro acto de um balé, Harriette, ou la servante de Greenwiche, baseada num texto de Saint-Georges, para a bailarina Adèle Dumilâtre. Foi estreado no Grand Opéra em Paris em 21 de Fevereiro de 1844. O tempo disponível para a composição foi curto, para o segundo e terceiro atos foram atribuídos, respectivamente, a Friedrich Burgmüller e Édouard Deldevez. A ópera Martha foi uma adaptação do balé.
que estreou no Kärntnertortheater de Viena, em 1847.
Desde o princípio do século XX, Martha manteve um lugar importante no repertório operístico.
| Papéis                                                         | Voz           | Estreia Cast, (Maestro: - ) |
| -------------------------------------------------------------- | ------------- | --------------------------- |
| Lady Harriet Durham, ''Dama de honra da Rainha Anne ('Martha') | soprano       | Anna Zerr                   |
| Nancy, sua criada ('Julia')                                    | mezzo-soprano | Therese Schwarz             |
| Plunkett, um jovem                                             | bass          | Karl Johann Formes          |
| Lyonel, seu irmão                                              | tenor         | Joseph Erl                  |
| Sir Tristan Mickleford, Lady Harriet's cousin (Farmer Bob)     | bass          | Carl Just                   |
| Sheriff                                                        | bass          | Alois Ander                 |
| Queen Anne                                                     | mute          |                             |
| Coros: cortesãos, senhoras, caçadores, agricultores            |               |                             |

## Gravações Selecionadas
Video: 
- Hauschild/Laki?/Meier?/Wolhers?/Berger-Tuna?, 1986, Stuttgart
- Stein/Peacock/Steiner/Wolhers/Hillebrand, 1972 movie, Premiere Opera

Audio: 
- Heger/Rothenberger/Fassbaender/Gedda/Prey, 1968, EMI
- Molinari-Pradelli/Rizzieri/Tassinari/Tagliavini/Tagliabue, 1953, Fonit Cetra
- Netopil/Reinprecht/Bönig/Jordi/Scharinger, 2003, live in Vienna, incomplete, ORF
- Rother/Berger/—/Anders/Fuchs, 1951, Urania
- Schüchter/Köth?/Steiner?/Schock?/Röhrl?, 1970?, incomplete, Eurodisc
- Schüler/Berger/Tegetthof/Anders/Fuchs, 1944, live in Berlin, Opera d’Oro
- Verchi/los Angeles/Elias/Tucker/Tozzi, 1961, live in New York, Celestial Audio
- Heinz Wallberg, conductor; Lucia Popp, Harriet; Doris Soffel, Nancy; Siegfried Jerusalem, Lyonel; Karl Ridderbusch, Plumkett; Siegmund Nimsgern; Chorus of the Bavarian Radio; Munich Radio Orchestra, 1977, RCA